# Театральная улица (Серпухов)
У́лица Театра́льная — улица в городе Серпухове Московской области. Расположена в южной части города, в историческом районе Заборье. Начинается в пойме Нары, пересекается с улицами Свердлова, Калужской, 2-й Московской и заканчивается на Т-образном перекрёстке с улицей Чехова (главный вход в парк имени Олега Степанова).

## Здания и объекты
- На пересечении с 2-й Московской улицей — городская хирургическая больница имени Семашко.
- На пересечении с улицей Чехова расположен Серпуховский музыкально-драматический театр (Театральная, 27/58) — исторический памятник (категория охраны местная, М-49/3) [1][2]